# Demirözü
Demirözü est une ville et un district de la province de Bayburt dans la région de la mer Noire en Turquie.